# سام كوبولا
سام كوبولا (بالإنجليزية: Sam Coppola) مواليد 31 يوليو 1932 في جيرسي سيتي، الولايات المتحدة - الوفاة 5 فبراير 2012 في نيوجيرسي، الولايات المتحدة، هو ممثل أمريكي بدأ مسيرته الفنية سنة 1968. امتدت مسيرته الفنية لأكثر من 44 عاما.

## الأعمال
- حمى ليلة السبت
- جاذبية قاتلة
- الإمبراطورية

## روابط خارجية
- سام كوبولا على موقع IMDb (الإنجليزية)
- سام كوبولا على موقع ألو سيني (الفرنسية)
- سام كوبولا على موقع أول موفي (الإنجليزية)
- سام كوبولا على موقع قاعدة بيانات برودواي على الإنترنت (الإنجليزية)
- سام كوبولا على موقع قاعدة بيانات الأفلام السويدية (السويدية)
- سام كوبولا على موقع قاعدة بيانات الفيلم (الإنجليزية)
- سام كوبولا على موقع كينوبويسك (الروسية)